# Hrabstwo Camden (Georgia)

Piramida wieku hrabstwa

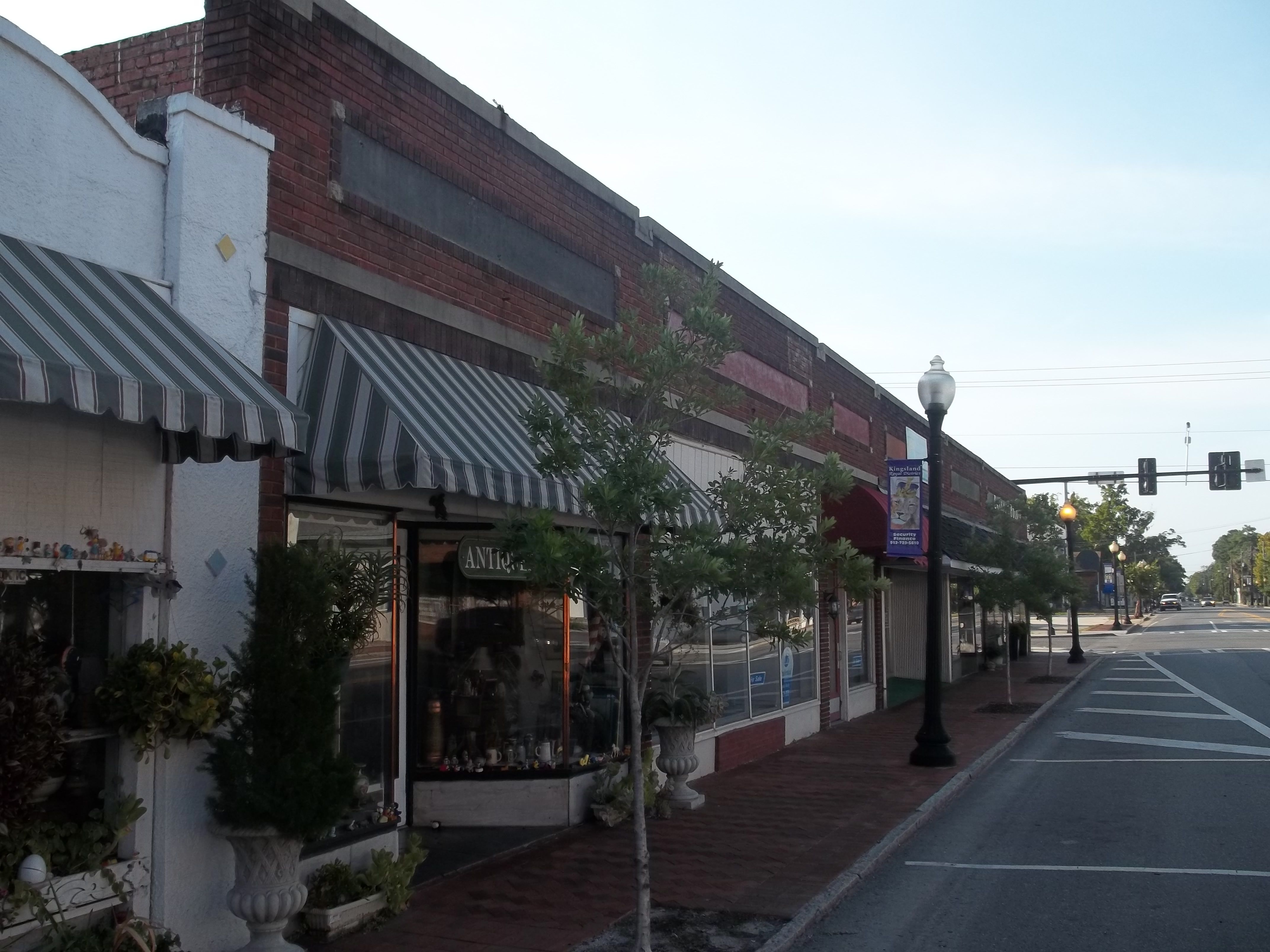
Kingsland

Hrabstwo Camden (ang. Camden County) – hrabstwo w stanie Georgia w Stanach Zjednoczonych. Jego siedzibą administracyjną jest Woodbine, a największym miasteczkiem St. Marys.

## Geografia
Według spisu z 2000 obszar całkowity hrabstwa obejmuje powierzchnię 782,52 mil2 (2026,72 km²), z czego 629,91 mil2 (1631,46 km²) stanowią lądy, a 152,61 mil2 (395,26 km²) stanowią wody. Na terenie hrabstwa leży Cumberland Island z rezerwatem Cumberland Island National Seashore.

### Miejscowości
- Kings Bay Base (CDP)
- Kingsland
- St. Marys
- Woodbine

### Sąsiednie hrabstwa
- Hrabstwo Glynn (północ)
- Hrabstwo Nassau, Floryda (południe)
- Hrabstwo Charlton (południowy zachód)
- Hrabstwo Brantley (północny zachód)

## Demografia
Według spisu z 2020 roku liczy 54,8 tys. mieszkańców, co oznacza wzrost o 8,4% w porównaniu z poprzednim spisem z roku 2010. Według danych pięcioletnich z 2021 roku 75,1% to biali (68,9% nie licząc Latynosów), 18,7% czarnoskórzy lub Afroamerykanie, 3,5% miało rasę mieszaną, 1,7% Azjaci, 0,7% to rdzenna ludność Ameryki i 0,2% pochodziło z wysp Pacyfiku. Latynosi stanowili 8% populacji hrabstwa.
Do największych grup należały osoby pochodzenia irlandzkiego (12,5%), niemieckiego (12,1%), angielskiego (9%), „amerykańskiego” (8,7%), szkockiego lub szkocko–irlandzkiego (3,8%), włoskiego (3,5%) i meksykańskiego (3,2%).

## Religia
Według danych z 2020 roku, do największych denominacji pod względem członkostwa należały: Południowa Konwencja Baptystów (6,7 tys.), bezdenominacyjne zbory ewangelikalne (2,4 tys.), Narodowa Konwencja Baptystyczna USA (1,9 tys.), Zjednoczony Kościół Metodystyczny (1,8 tys.), Kościół Boży (1,4 tys.) i Kościół katolicki (1,2 tys.). 

## Polityka
Hrabstwo jest przeważająco republikańskie, gdzie w wyborach prezydenckich w 2020 roku, 64,3% głosów otrzymał Donald Trump i 33,6% przypadło dla Joe Bidena. 